# Fanciulla di Anzio
La fanciulla di Anzio è una scultura in marmo (h. 170 cm) proveniente dalla villa di Nerone ad Anzio, oggi conservata al Museo nazionale romano di palazzo Massimo a Roma. Era di creazione ellenistica, probabilmente del III secolo a.C., accomunata forse a qualche opera di Doidalsa. Le vesti, particolarmente increspate, lasciano supporre che la statua possa essere un'opera originale ellenistica e non una copia.

## Storia e descrizione
La statua fu rinvenuta nel 1878 in una nicchia del doppio porticato che dava sul mare della villa di Nerone ad Anzio.
La statua è stata fatta con due differenti marmi: pario per la spalla nuda e pentelico per i vestiti. La statua si appoggia sulla gamba sinistra e sostiene un vassoio, che la fanciulla osserva. Il movimento della giovane ha scoperto la parte superiore del seno. La giovane ha inoltre arrotolato un pesante mantello per non inciampare. Al centro della composizione troviamo il vassoio, dove troviamo un rotolo (volumen) semiaperto, un ramo d'alloro e un oggetto del quale rimangono solo due piedi a forma di zampa felina.
Il ramo d'alloro ha probabilmente il significato, in quanto questa pianta era sacra ad Apollo, di essere stata utilizzata per un rito dionisiaco. Alcuni studiosi l'hanno pertanto identificato con la Pizia, vale a dire la sacerdotessa delfica di Apollo, oppure con una giovane fanciulla preposta a portare gli oggetti rituali del culto dionisiaco.
L'opera, dopo un'accesa campagna pubblica sostenuta in particolare dallo scultore Leonardo Bistolfi, fu acquistata dallo Stato nel 1908 grazie ad un apposito voto del Parlamento, salvandola così da una sicura esportazione all'estero, non essendovi ancora efficaci leggi di tutela del Patrimonio artistico (prima della legge Rava del 1909).

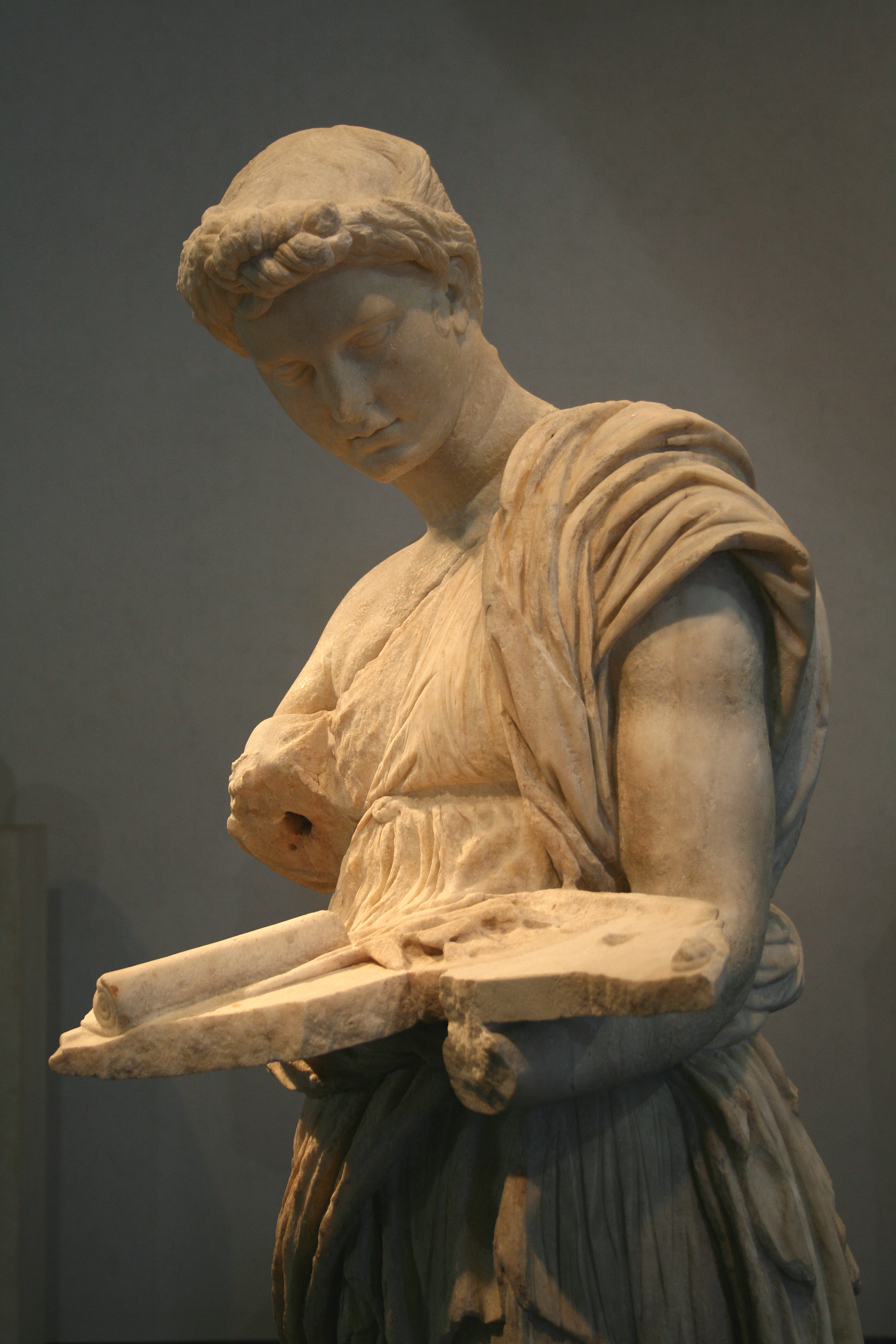
Dettaglio di viso e busto della fanciulla di Anzio